# 데비 마이어

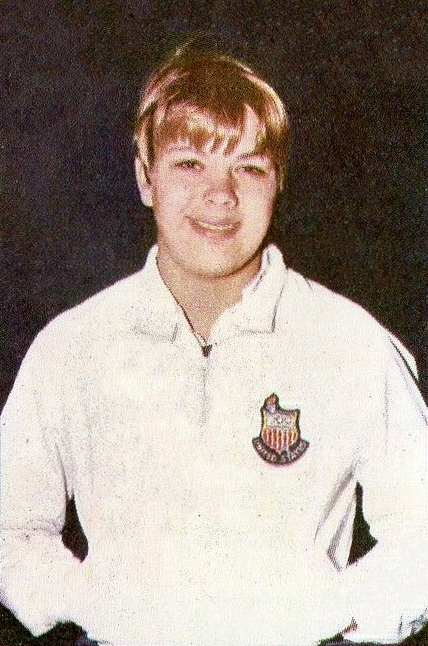

데버러 ("데비") 엘리자베스 마이어(Deborah ("Debbie") Elizabeth Meyer, 1952년 8월 14일 ~ )는 전 미국의 수영 선수이자, 1968년 멕시코시티 올림픽 3관왕이다.
메릴랜드주 아나폴리스에서 태어나 캘리포니아주 새크라멘토에 있는 리오 아메리카노 고등학교에서 수학하였다.
고등학교 재학 중, 16세의 나이로 올림픽에 출전하였으며, 선발 시합에서 200m, 400m, 800m 자유형 세계 기록들을 세웠다. 올림픽에서 그녀의 시간들은 2분 10.5초(200m), 4분 31.8초(400m), 9분 24.0초(800m)이며, 모두 올림픽 신기록들이 되었다.
천식을 겪음에 불구하고 20개의 세계 기록들을 깼으며 그 공로로 1986년 미국 올림픽 명예의 전당에 입성되었다. 24개의 미국 기록들을 깨고, 19개의 아마추어 선수 연합 선수권 대회를 우승하였다.
1968년 제임스 E. 설리반 상을 수상하였고, 이듬해 "올해의 AP 통신사 선수"로 선정되었다.
1972년 수영에서 은퇴하고, 현재 카마이클에서 데비 마이어 수영 학교를 소유하고 있다. 비지니스 웹사이트에 의하면, 마이어가 1970년대 이래 세크라멘토에서 수영을 가르치고 1993년에 학교를 열었다고 한다.

## 같이 보기
- 올림픽 수영 여자 메달리스트 목록
- 캘리포니아 대학교 로스앤젤레스의 동문 목록
- 수영 자유형 200m 세계 기록 추이
- 수영 자유형 400m 세계 기록 추이
- 수영 자유형 800m 세계 기록 추이
- 수영 자유형 1500m 세계 기록 추이